# 궁수의 역설
궁수의 역설(archer's paradox)은 화살이 비센터 쇼트의 활로부터 사출될 때, 화살의 축이 굴곡, 사행하는 것에 관계한 현상이다. 아처즈 역설, 궁역설이라고도 말한다.

## 개설

너무 딱딱함(왼쪽), 적절(중앙), 너무 부드러움(오른쪽)

궁수의 역설이라는 용어는 1930년대에 로버트 P. 에르마(Robert P. Elmer)에 의해서 생산해졌다. 화살이 발사되는 순간에 굴곡, 그리고 꼿꼿하게 돌아올 때에 올바른 진로로 돌아오기 위해서, 적절한 부드러운 「스파인」이 아니면 안 된다는 생각.
역설이라는 말은, 목표의 중심을 쏘아 맞히기 위해서, 화살이 목표의 중심은 아니고 조금 측면으로 향해지지 않으면 안 된다고 하는 사실에 의해 붙여졌다.
비교적 약한 힘의 활은, 보다 부드러운 스파인의 화살을 필요로 한다. (정말로, 척추 (spine)와 같이, 화살이 튄다) 비교적 약한 힘의 활은, 화살을 튀게 하는 효과가 적기 때문에, 화살이 진로를 정하기 전에 궁간을 도는 것이 용이하지 않으면 안 된다.
반대로, 강한 힘의 활은, 보다 딱딱한 스파인의 화살을 필요로 한다. 화살에 대해서 궁간을 도는 효과가 크기 때문이다.
그림이 나타내 보이듯이, 활에 대해서 너무 딱딱한 스파인의 화살은 별로 튀지 않고, 현이 궁간에 가까워지는 것에 따라 화살은 활과 반대의 방향으로 빗나가게 된다. 너무 부드러운 스파인의 경우, 화살이 보다 크고 굴곡, 활과 같은 측에적을 넘긴 방향으로 사출 당하게 된다.
궁술에서는, 궁수의 역설을 대상하기 위해, 플렁거가 발명되었다. (플렁거 버튼, 쿠션 플렁거, 압력 버튼, 혹은 그 발명자, 비크 버거(Vic Berger)에 연관되어, 버거 버튼이라고도 말한다)

## 센터 샷의 활이란
화살이 사출되는 동안에 현이 화살을 밀어 내는 힘의 방향과 화살의 방향이 일치하고 있는 활. 그 결과, 만약 이상적으로 쏘아 맞혀 발할 수 있다면 화살은 그 방향으로 날기 때문에, 화살의 연장선상에 표적의 중심이 있도록 노리면 좋게 된다. 또, 화살은 튀지 않는 것이 진로가 안정되므로, 보다 딱딱한 편이 좋게 된다.
꼿꼿한 활을 생각하면, 현은 궁간의 중앙을 향해 돌아오지만, 화살은 궁간의 옆에 접하고 있기 때문에 방향이 어긋나 있어 사수의 인수로부터 개방된 현이 활에 가까워지는 것에 따라 차이의 각도는 열므로, 어떻게 노려도 화살은 단순하게 생각한 방향에는 사출되지 않게 된다. 이러한 활을 비센터 숏의 활이라고 한다.
센터 샷을 하기(또는 접근한다) 위해서는, 궁간의 중앙에 화살이 통과하는 구멍을 뚫는지, 노치를 만드는 등 해야 한다.
현대의 궁술의 경우는, 윈도우로 불리는 노치가 핸들에 설치되고 있어 여기에 화살을 싣는 레스트가 있다.
화궁의 경우는 같은 목적으로 활전체 정원않고일까 비틂이 더해지고 있다. 다만, 한층 더 사수의 기술을 더하는 것으로 화살과 목표의 방향을 일치시킬 필요가 있기 때문에, 완전한 센터 샷은 아니다.
이와 같이, 예쁘게 꼿꼿한 활은 비센터 샷으로, 빠져 있거나 궁리할 수 있는 활이 센터 샷 혹은 그에 가깝게 된다.

## 역설이란
본래 수학이나 철학 등의 논리의 분야의 말로, 「직감적으로는 올바르게 생각되지만 실은 잘못되어 있는 것」 및 「직감적으로는 잘못되어 있는 것처럼 생각되지만 실은 올바른 것」을 말한다.
궁술에서 이 말이 말해지기 시작한 당초는, 개설로 기술한 것처럼 비센터 샷의 활에 대해 표적과 화살의 방향이 어긋나는 것으로 역설이라고 표현되었다. 즉, 화살이 표적의 방향을 향하고 있으면 직감적으로는 그 쪽으로 날 것 같지만, 실은 화살이 날 방향은 어긋나는 것이다.
센터 샷의 활에서, 완전하게 꼿꼿하게 화살이 사출되면, 곤란한 일에 살깃이 활에 접촉해 진로가 미치게 된다. 즉, 일정한 화살의 굴곡·복원이라는 과정에 의해, 활과 살깃의 접촉을 피할 필요가 있다. 이것도 궁수의 역설이라고 말해진다. 다만, 협의의 역설이 아니고, 광의의 역설 가운데, 딜레마라 말해야 할 내용이다.
게다가 화살이 날 때의 사행 현상 그 자체를 궁수의 역설이라고 부르는 일이 있다. 그러나, 역설이라는 말의 의미로부터 멀어진 용법이다.

## 스파인이란
화살의 축(샤프트)의 굴곡 쌈. 샤프트를 2점으로 지지해 중앙에 추를 들고 있었어 다 거리로 비교한다. 이 거리를 숫자로 나타내면, 큰 편이 굴곡이나 들이마셔, 즉 부드럽다는 것이 된다.

## 참고 문헌
- Cosgrove, Gabriela (1994). Wooden Arrows in The Traditional Bowyer's Bible - Volume Three, Guilford: The Lyons Press. ISBN 158574087X

## 같이 보기
- 활
- 탄성
- 파라독스
- 궁술